# GWR Clase Firefly
La Firefly (nombre también escrito como Fire Fly) era una clase de locomotoras de vapor 2-2-2 para vías de gran ancho, utilizada en los servicios de pasajeros del Great Western Railway. La clase se puso en servicio entre marzo de 1840 y diciembre de 1842; y se retiró entre diciembre de 1863 y julio de 1879.
Tras el éxito de las locomotoras de la Clase Star introducidas en el Great Western Railway por Daniel Gooch, su diseñador se puso a trabajar en el desarrollo de una nueva clase basada en la locomotora "North Star", pero con calderas más grandes. El resultado fue la Fire Fly, seguida más adelante por 61 locomotoras similares que recibieron este mismo nombre de clase.
Aproximadamente desde 1865, las locomotoras de la Clase Fire Fly se convirtieron en parte de la Clase Priam, junto con las locomotoras de la Clase Prince.
Se dice que la Fire Fly original cubrió las 30,75 millas (49,5 km) existentes entre Twyford y la Estación de Paddington en 37 minutos, a un promedio de 50 millas por hora (80,5 km/h), una velocidad que no tenía precedentes en 1840.

## Locomotoras
A continuación, figura una lista ordenada alfabéticamente de las 62 locomotoras de la Clase Firefly:

### A a D
Acheron
1842–1866. Construida por Fenton, Murray and Jackson. El nombre Aqueronte proviene de un río griego y luego fue llevado por una locomotora de la Clase Hawthorn.
Achilles
1841–1867. Construida por Nasmyth, Gaskell and Company. El nombre es el de un guerrero mitológico griego. Véase Aquiles.
Actaeon
1841–1868. Construida por Nasmyth, Gaskell and Company, el nombre es el de un héroe de la mitología griega. Véase Acteón.
Arab
1841–1870. Construida por J. and G. Rennie. El nombre árabe hace referencia un miembro de un grupo étnico que se encuentra principalmente en el Medio Oriente y África.
Argus
1842–1873. Construida por Fenton, Murray y Jackson. Argus fue el constructor del Argo, un barco mencionado en la mitología griega.
Arrow
1841–1864. Construida por Stothert and Slaughter. Una flecha es un proyectil puntiagudo lanzado con un arco.
Bellona
1841–1870. Construida por Nasmyth, Gaskell and Company. Belona era una diosa romana.
Castor
1841–1874. Construida por Nasmyth, Gaskell and Company. Castor era el gemelo de Pólux en la mitología griega.
Centaur
1841–1867. Construida por Nasmyth, Gaskell and Company. Un centauro es una criatura mitológica griega, mitad humano y mitad caballo.
Cerebus
1841–1866. Construida por Fenton, Murray y Jackson. Cerebus es un personaje de la mitología griega y el nombre fue llevado más tarde por una locomotora de la Clase Hawthorn.
Charon
1840–1878. Construida por Fenton, Murray y Jackson. En la mitología griega, Caronte era el barquero que transportaba a los muertos en su barca.
Cyclops
1840–1865. Construida por Fenton, Murray y Jackson. Los cíclopes son figuras con un solo ojo mencionadas en la mitología griega.
Damon
1842–1870. Construida por Nasmyth, Gaskell and Company. Damón fue un seguidor del filósofo griego Pitágoras.
Dart
1841–1870. Construida por Stothert y Slaughter. Un dardo es un proyectil lanzado con un brazo.

### E a H
Electra
1842–1867. Construida por Nasmyth, Gaskell and Company. En la mitología griega, Electra era hija de Agamenón y Clitemnestra.
Erebus
1842–1873. Construida por Fenton, Murray y Jackson. Érebo era hijo del dios primordial griego Caos.
Falcon
1840–1867. Construida por Sharp, Roberts and Company. Un halcón es una especie de ave rapaz.
Fire Ball
1840–1866. Construida por Jones, Turner and Evans con una distancia entre ejes de 13 pies 4 pulgadas (4,1 m), la locomotora "Fire Ball" arrastró el primer tren desde Temple Meads hasta Bath el 31 de agosto de 1840, y de Temple Meads a Bridgwater el 14 de junio de 1841. Fue reconstruido hacia 1849 como una locomotora tanque. Fue una de las seis locomotoras de la clase Fire Fly denominadas con nombres relacionados con el fuego: el término "bola de fuego" se refiere a una explosión de fuego.
Fire Brand
1840–1866. Construida por Jones, Turner y Evans con una distancia entre ejes de 13 pies 4 pulgadas (4,1 m). Un tizón es un trozo de madera ardiendo, pero el término en inglés también se usa para denotar a una persona con un temperamento ardiente.
Fire Fly
1840–1870. Construida por Jones, Turner y Evans con una distancia entre ejes 13 pies 4 pulgadas (4,1 m). Una luciérnaga es un escarabajo capaz de producir luz.
Fire King
1840–1875. Esta locomotora se estrelló en presencia de Isambard Kingdom Brunel el 25 de octubre de 1840, en lo que se convertiría en el primer accidente registrado de la historia del ferrocarril. El maquinista y un vigilante murieron cuando la locomotora "Fire King" y su tren de mercancías no se detuvieron en la terminal temporal de Faringdon Road. Había sido construida por Jones, Turner y Evans con una distancia entre ejes de 13 pies 4 pulgadas (4,1 m) y fue reconstruida alrededor de 1849 como una locomotora tanque.
Ganymede
1842–1878. Construida por Fenton, Murray y Jackson. Ganimedes, el copero de los dioses, es un héroe en la mitología griega.
Gorgon
1841–1878. Construida por Fenton, Murray y Jackson. La Gorgona era un monstruo mitológico griego con su cabellera formada por serpientes vivas.
Greyhound
1841–1866. Construida por Sharp, Roberts and Company. Un galgo inglés es un tipo de perro criado por su velocidad.
Harpy
1841–1873. Construida por Fenton, Murray y Jackson. Una harpía es un espíritu alado de la mitología griega.
Hawk
1840–1865. Construida por Sharp, Roberts and Company. Un halcón es una especie de ave rapaz; el nombre fue llevado más tarde por una locomotora de la Clase Hawthorn.
Hecate
1841–1867. Construida por Fenton, Murray y Jackson. Hécate era la diosa griega de los partos.
Hector
1841–1866. Construida por Nasmyth, Gaskell and Company. Héctor es el nombre de un héroe griego en la Guerra de Troya.
Hydra
1842–1865. Construida por Fenton, Murray y Jackson. La Hidra era una serpiente de muchas cabezas en la mitología griega.

### I a N
Ixion
1841–1879. Construida por Fenton, Murray y Jackson, esta fue la locomotora que representó al sistema de vía ancha en las pruebas de la Comisión de Vías de 1845, logrando un máximo de 61 millas por hora (98,2 km/h). Ixión era un rey en la mitología griega.
Jupiter
1841–1867. Construida por R B Longridge and Company. Esta locomotora lleva el nombre de Júpiter, el dios romano principal.
Leopard
1840–1878. Construida por Sharp, Roberts and Company. Un leopardo es un félido de gran tamaño.
Lethe
1842–1878. Construida por Fenton, Murray y Jackson. Lete es uno de los ríos del Hades, el inframundo griego, y beber sus aguas provocaba el olvido.
Lucifer
1841–1870. Construida por RB Longridge and Company. Lucifer era el nombre poético romano de la estrella de la mañana.
Lynx
1840–1870. Construida por Sharp, Roberts and Company. Un lince es una especie de gato salvaje.
Mars
1841–1868. Construida por RB Longridge and Company. Esta locomotora lleva el nombre de Marte, el dios romano de la guerra.
Mazepa
1841–1868. Construida por G y J Rennie. Mazeppa era un popular poema heroico victoriano escrito por Lord Byron.
Medea
1842–1873. Construida por Fenton, Murray y Jackson. Medea era una princesa en la mitología griega.
Medusa
1842–1864. Construida por Fenton, Murray y Jackson. Medusa era un monstruo mitológico griego, cuya mirada podía convertir a una persona en piedra.
Mentor
1841–1867. Construida por Nasmyth, Gaskell and Company. El Mentor original era un amigo de Odiseo que aparecía en la mitología griega.
Mercury
1841–1865. Construida por RB Longridge and Company. Esta locomotora lleva el nombre de Mercurio, el dios romano del comercio.
Milo
1841–1866. Construida por Nasmyth, Gaskell and Company. Esta locomotora probablemente recibió su nombre de Tito Annio Milón, un político romano.
Minos
1841–1870. Construida por Fenton, Murray y Jackson. Minos fue un rey de Creta que aparece en la mitología griega.

### N a W
Orion
1842–1867. Construida por Nasmyth, Gaskell and Company. Reconstruida como una locomotora tanque 4-2-2ST. Esta locomotora probablemente recibió su nombre de Orión de Tebas, un erudito griego.
Ostrich
1840–1865. Construida por Sharp, Roberts and Company. Una avestruz es una gran ave no voladora; el nombre fue llevado más tarde por una locomotora de la Clase Hawthorn.
Panther
1840–1869. Construida por Sharp, Roberts and Company. Una pantera es un gran felino. La pantera mitológica es un animal que portaba a los dioses.
Pegasus
1842–1868. Construida por Nasmyth, Gaskell and Company. Pegaso era el caballo alado de la mitología griega.
Phlegethon
1842–1866. Construida por Fenton, Murray y Jackson, esta locomotora tuvo el privilegio de remolcar el primer viaje en tren de la reina Victoria el 13 de junio de 1842. Flegetonte era uno de los cinco ríos del inframundo griego. Posteriormente, el nombre fue llevado por una locomotora de la clase Clase Hawthorn.
Phoenix
1842–1870. Construida por Nasmyth, Gaskell and Company. El fénix era un ave de la mitología griega que renace de sus cenizas tras su muerte.
Pluto
1841–1870. Construida por Fenton, Murray y Jackson. Esta locomotora lleva el nombre de Plutón, el dios romano del inframundo.
Pollux
1842–1866. Construida por Nasmyth, Gaskell and Company. Pólux era el gemelo de Castor en la mitología griega; el nombre se transfirió más tarde a una locomotora de la Clase Hawthorn.
Priam
1842–1864. Construida por Nasmyth, Gaskell and Company. Príamo fue el rey de Troya durante la guerra de Troya.
Proserpine
1842–1873. Construida por Fenton, Murray y Jackson. Proserpina era la diosa del inframundo griego.
Saturn
1841–1878. Construida por RB Longridge and Company. Esta locomotora lleva el nombre de Saturno, el dios romano de las cosechas.
Spit Fire
1840–1878. Construida por Jones, Turner y Evans, la Escupe Fuego contaba con una distancia entre ejes de 13 pies 4 pulgadas (4,1 m).
Stag
1840–1870. Construida por Sharp, Roberts and Company. Su nombre es el de un ciervo macho en inglés.
Stentor
1842–1867. Construida por Nasmyth, Gaskell and Company. Esténtor fue un heraldo en la guerra de Troya.
Tiger
1840–1873. Construida por Sharp, Roberts and Company, descarriló cerca de Chippenham el 7 de septiembre de 1841 debido a un corrimiento de tierra, aunque la locomotora "Rising Star", que estaba acoplada al frente del tren, pasó por encima de la vía dañada sin contratiempos. El tigre es el mayor felino asiático.
Venus
1841–1870. Construida por RB Longridge and Company. Esta locomotora lleva el nombre de Venus, la diosa romana del amor.
Vesta
1841–1864. Construida por Fenton, Murray y Jackson. Vesta era la diosa romana del hogar.
Vulture
1840–1870. Construida por Sharp, Roberts and Company. Un buitre es un gran pájaro carroñero.
Wild Fire
1840–1867. Construida por Jones, Turner y Evans con una distancia entre ejes de 13 pies 4 pulgadas (4,1 m). Una de las seis locomotoras de la Clase Firefly con nombres relacionados con el fuego, en este caso, un incendio forestal.

## Accidentes e incidentes
- El 25 de noviembre de 1852, la locomotora Lynx transportaba un tren de pasajeros que descarriló en Gatcombe, Gloucestershire.[4]

## Réplica
- Firefly (2005)

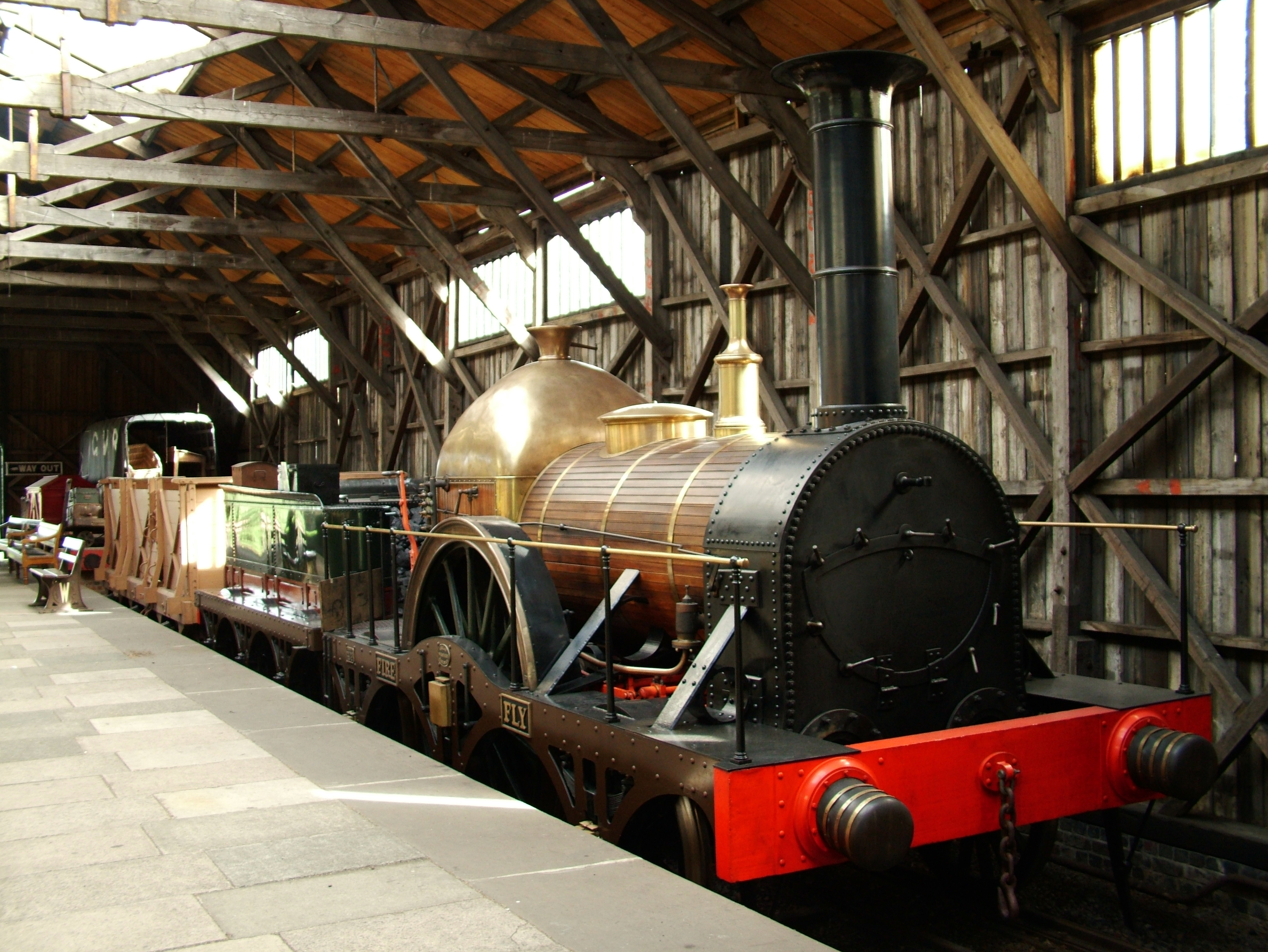
Réplica de la locomotora GWR Firefly en el Centro del Ferrocarril de Didcot

La unidad número 63 de la Clase Fire Fly se dio a conocer al público en 2005. Es una réplica de la locomotora Fire Fly original, y se conserva en el Centro del Ferrocarril de Didcot. Se la puede ver operando con su caldera de vapor en regularmente durante todo el año.

## En la literatura
- Un modelo plateado de una locomotora de la Clase Firefly es el origen de la trama en la novela "The Silver Locomotive Mystery" de Edward Marston, publicada en 2009.